# Glyphodes serenalis
Glyphodes serenalis là một loài bướm đêm trong họ Crambidae.